# Вира Фармига
Вира Ен Фармига (енгл. Vera Ann Farmiga; Клифтон, 6. август 1973) америчка је глумица. Професионалну глумачку каријеру започела је 1996. године на Бродвеју. Телевизијски деби остварила је у фантастично-авантуристичкој серији Урлик (1997), а филмски у драмском трилеру Повратак у рај (1998). Добила је похвале за своју улогу у драмском филму Председничка игра (2008), док су је 2009. године критичари похвалили због улоге у драмедији У ваздуху, док је такође била номинована за Оскара за најбољу глумицу у споредној улози.
Постала је позната по улози истражитељке паранормалних појава Лорејн Ворен у филмовима који су део Универзума Призивања зла: Призивање зла (2013), Призивање зла 2 (2016), Анабел 3: Повратак кући (2019) и Призивање зла: Ђаво ме је натерао (2021). Такође је имала запажене улоге у политичком трилеру Манџурски кандидат (2004), криминалистичкој драми Двострука игра (2006), историјској драми Дечак у пругастој пиџами (2008), научнофантастичном трилеру 8 минута (2011), акционом трилеру Сигурна кућа (2012), правној драми Судија (2014), биографској драми Фаворит (2018), акционом трилеру Годзила : Краљ чудовишта (2019) и суперхеројској серији Хокај (2021).
Између 2013. и 2017. године глумила је Норму Луизу Бејтс у хорор серији Мотел Бејтс која јој је донела номинацију за награду Еми за програм у ударном термину.

## Детињство и младост
Рођена је 6. августа 1974. године у Клифтону, у Њу Џерзију. Родитељи су јој украјинци: Мајкл Фармига, системски аналитичар и пејзажиста, и Љубомира „Љуба” (девојачко Спас), школска наставница. Има старијег брата, Виктора, и петоро млађих браћа и сестара: Стивена, Надију, Александера, Ларису (која је рођена са спином бифидом) и Таису. Њена баба и деда по мајци упознали су се у кампу за расељена лица у Карлсфелду током Другог светског рата. Као дете, заједно са породицом прешла је из Украјинске гркокатоличке цркве у пентекостализам.
Себе сматра „100% Украјинком у САД”. Одрасла је у изолованој украјинско-америчкој заједници у Ирвингтону са украјинским као матерњим језиком. Енглески језик није научила све док није кренула у обданиште са шест година. Када је имала 12 година, породица се преселила из Ирвингтона у Вајт Хаус Стејшон.

## Филмографија

### Филм
| Година | Српски назив                      | Изворни назив | Улога            | Напомене                           | Реф.   |
| ------ | --------------------------------- | ------------- | ---------------- | ---------------------------------- | ------ |
| 1998.  | Повратак у рај                    |               | Кери             |                                    | [ 12 ] |
| 2000.  | Опортунисти                       |               | Миријам Кели     |                                    | [ 13 ] |
| 2000.  | Јесен у Њујорку                   |               | Лиса Тајлер      |                                    | [ 14 ] |
| 2001.  | 15 минута                         | 15 Minutes    | Дафни Хандлова   |                                    | [ 15 ] |
| 2001.  | Прашина                           |               | Ејми             |                                    | [ 16 ] |
| 2002.  |                                   |               | Грета            |                                    | [ 17 ] |
| 2002.  | Блесан                            |               | Лорена Фанчети   |                                    | [ 18 ] |
| 2004.  |                                   |               | Ајрин Морисон    |                                    | [ 19 ] |
| 2004.  |                                   |               | Алисон Ли        |                                    | [ 20 ] |
| 2004.  | Манџурски кандидат                |               | Џослин Џордан    |                                    | [ 21 ] |
| 2005.  | Мало сутра                        |               | Елена            |                                    | [ 22 ] |
| 2006.  | Панично бекство                   |               | Тереза Газел     |                                    | [ 23 ] |
| 2006.  | Провалник                         |               | Оана             |                                    | [ 24 ] |
| 2006.  |                                   |               | др Чарли Брукс   |                                    | [ 25 ] |
| 2006.  | Двострука игра                    |               | др Мадолин Маден |                                    | [ 26 ] |
| 2007.  |                                   |               | Софи Ли          | корејски филм                      | [ 27 ] |
| 2007.  |                                   |               | Аби Керн         |                                    | [ 28 ] |
| 2008.  | Услуга за услугу                  |               | Фиона Анкани     |                                    | [ 29 ] |
| 2008.  | У транзиту                        |               | др Наталија      |                                    | [ 30 ] |
| 2008.  | Председничка игра                 |               | Ерика ван Дорен  |                                    | [ 31 ] |
| 2008.  | Дечак у пругастој пиџами          |               | Елза Хос         |                                    | [ 32 ] |
| 2009.  | Сироче                            |               | Кејт Колман      |                                    | [ 33 ] |
| 2009.  |                                   |               | Аурора де Валдеј |                                    | [ 34 ] |
| 2009.  | У ваздуху                         |               | Алекс Горан      |                                    | [ 35 ] |
| 2010.  | Хенријев злочин                   |               | Џули Иванова     |                                    | [ 36 ] |
| 2011.  |                                   |               | Корин Вокер      | редитељски деби                    | [ 37 ] |
| 2011.  | 8 минута                          |               | Колин Гудвин     |                                    | [ 38 ] |
| 2012.  | Козе                              |               | Венди Витман     |                                    | [ 39 ] |
| 2012.  | Сигурна кућа                      |               | Кетрин Линклатер |                                    | [ 40 ] |
| 2013.  | На Мидлтону                       |               | Идит Мартин      |                                    | [ 41 ] |
| 2013.  | Призивање зла                     |               | Лорејн Ворен     |                                    | [ 42 ] |
| 2013.  |                                   |               | Алис Берович     |                                    | [ 43 ] |
| 2014.  | Судија                            |               | Саманта Пауел    |                                    | [ 44 ] |
| 2016.  |                                   |               | Еленор Финч      |                                    | [ 45 ] |
| 2016.  | Призивање зла 2                   |               | Лорејн Ворен     |                                    | [ 46 ] |
| 2016.  |                                   |               | Ализ Ферт        |                                    | [ 47 ] |
| 2016.  | Побег                             |               | др Нора Филипс   | кратки филм                        | [ 48 ] |
| 2017.  |                                   |               | —                | документарац извршна продуценткиња | [ 49 ] |
| 2018.  | Путник                            |               | Џоана            |                                    | [ 50 ] |
| 2018.  | Границе                           |               | Лора Џакони      |                                    | [ 51 ] |
| 2018.  | Фаворит                           |               | Олета „Ли” Харт  |                                    | [ 52 ] |
| 2018.  | Скин                              |               | Шарин Крејгер    |                                    | [ 53 ] |
| 2019.  | Опсадно стање                     |               | Џејн Доу         |                                    | [ 54 ] |
| 2019.  | Годзила : Краљ чудовишта          |               | др Ема Расел     |                                    | [ 55 ] |
| 2019.  | Анабел 3: Повратак кући           |               | Лорејн Ворен     |                                    | [ 56 ] |
| 2021.  | Призивање зла: Ђаво ме је натерао |               | Лорејн Ворен     |                                    | [ 57 ] |
| 2021.  | Мафијашки свеци Њуарка            |               | Ливија Сопрано   |                                    | [ 58 ] |

### Телевизија
| Година     | Српски назив              | Изворни назив | Улога                 | Напомене                                    | Реф    |
| ---------- | ------------------------- | ------------- | --------------------- | ------------------------------------------- | ------ |
| 1997.      | Урлик                     |               | Кејтлин               | 13 епизода                                  | [ 59 ] |
| 1997.      |                           | Емили Елиот   | телевизијски филм     | [ 60 ]                                      |        |
| 1998.      | Ред и закон               |               | Линдси Карсон         | епизода: „Експерт”                          | [ 61 ] |
| 2001.      | Снежана: Најлепша од свих |               | краљица Џозефина      | телевизијски филм                           | [ 62 ] |
| 2001—2002. |                           |               | Алекс Крос            | 13 епизода                                  | [ 63 ] |
| 2004.      | Анђели гвоздених чељусти  |               | Ружа Венчланвска      | телевизијски филм                           | [ 64 ] |
| 2004.      |                           |               | детектив Сузан Бранка | 12 епизода                                  | [ 65 ] |
| 2013—2017. | Мотел Бејтс               |               | Норма Луиза Бејтс     | 50 епизода такође продуценткиња; 40 епизода | [ 66 ] |
| 2018.      |                           |               | кандидаткиња          | епизода: „Убиј све остале”                  | [ 67 ] |
| 2019.      | Кад нас виде              |               | Елизабет Ледерер      | 2 епизоде                                   | [ 68 ] |
| 2021.      | Халстон                   |               | Адел                  | епизода: „Слатки мирис успеха”              | [ 69 ] |
| 2021.      | Хокај                     |               | Еленор Бишоп          | мини-серија за                              | [ 70 ] |
| 2022.      |                           |               | др Ана Поу            | предстојећа мини-серија                     | [ 71 ] |